# Liuixalus calcarius
Liuixalus calcarius (danh pháp đồng nghĩa: Liuixalus catbaensis) là một loài ếch cây mới được phát hiện tại Việt Nam do các nhà khoa học thuộc Viện Hàn lâm Khoa học Nga, Đại học Quốc gia Moskva và Bảo tàng Thiên nhiên Việt Nam ghi nhận, đồng thời công bố một loài mới cho khoa học.

## Đặc điểm
Loài ếch cây mới này có kích thước nhỏ, con gần trưởng thành có chiều dài cơ thể khoảng 12,8mm, màng nhĩ rõ ràng, trên lưng có màu đỏ gạch có một vài đốm nâu mờ nhạt, chi trước và chi sau có màu đỏ gạch với các sọc ngang mờ màu nâu, bụng màu xám trắng có nốt sần thưa rải rác.
Đây là lần đầu tiên ghi nhận loài thuộc chi Liuixalus có ở Việt Nam, nâng tổng số chi trong họ Ếch cây ghi nhận ở Việt Nam lên 11; đồng thời phát hiện công bố một loài mới cho khoa học, nâng tổng số loài trong họ Ếch cây ghi nhận ở Việt Nam lên 61 loài.